# GRS 80
O Sistema Geodésico de Referência 1980 (GRS 80, do inglês Geodetic Reference System 1980) é um modelo da Terra que inclui os parâmetros mais importantes da figura da Terra, da rotação da Terra e do campo gravitacional terrestre.

## Descrição
O elipsoide de referência do GRS 80 serve o sistema europeu de referência espacial ETRS89 como superfície de cálculo geométrico e de cartografia e, juntamente com ele, forma o datum geodésico para os levantamentos nacionais normalizados.
O sistema cartográfico utilizado é o conformal, sendo utilizado o sistema de coordenadas UTM. Na Alemanha, o elipsoide de Bessel (Potsdam Datum) e o Elipsoide de Krassowski (Pulkovo Datum) são convertidos para o sistema de coordenadas Gauss-Krueger (sistema Gauß-Krüger) e dele para o GRS80 e UTM.
O GRS 80 também define a gravidade normal e, portanto, substitui a GRS 67. O WGS 84 utiliza praticamente o elipsoide do GRS 80, mas contém mais dados sobre o campo gravítico da Terra.
O GRS 80 foi adotado em 1979 na assembleia geral da IUGG, a organização internacional que engloba a geodesia e a geofísica, e publicado em pormenor em 1980 pelo chefe do grupo de estudo, Helmut Moritz, após consulta da International Astronomical Union (IAU).

### Antecedentes
A geodesia é a disciplina científica que se ocupa da medição e representação da Terra, do seu campo gravitacional e dos fenómenos geodinâmicos (movimentos polares, marés e movimentos da crosta terrestre) no espaço tridimensional e variável no tempo.
O geoide é essencialmente a figura da Terra abstraída das suas características topográficas. É uma superfície de equilíbrio idealizada da água do mar, a superfície do nível médio do mar na ausência de correntes, variações da pressão atmosférica, entre outras perturbações, e contínua sob as massas continentais.
O geoide, ao contrário do elipsoide, é irregular e demasiado complicado para servir de superfície de cálculo para a resolução de problemas geométricos como o posicionamento de pontos. A separação geométrica entre o geoide e o elipsoide de referência é designada por ondulação geoidal, ou mais geralmente por separação geoide-elipsoide, N. Varia globalmente entre ±110 m.
Um elipsoide de referência, habitualmente escolhido para ter o mesmo tamanho (volume) que o geoide, é descrito pelo seu semi-eixo maior (raio equatorial) a e achatamento f. A quantidade f = (a−b)/a, onde b é o semi-eixo menor (raio polar), é puramente geométrica. A elipticidade mecânica da Terra (o achatamento dinâmico, símbolo J2) é determinado com grande precisão pela observação das perturbações da órbita dos satélites. A sua relação com o achatamento geométrico é indireta. A relação depende da distribuição da densidade interna do corpo planetário.
O Sistema Geodésico de Referência de 1980 (GRS 80) postula um semi-eixo maior de 6378137 m e um achatamento polar de 1⁄298.257222101. Este sistema foi adotado na XVII Assembleia Geral da União Internacional de Geodesia e Geofísica (IUGG) realizada em Camberra, Austrália, em 1979.
O sistema de referência GRS 80 foi originalmente utilizado pelo World Geodetic System 1984 (WGS 84). O elipsoide de referência do WGS 84 difere agora ligeiramente devido a aperfeiçoamentos posteriores.
Os numerosos outros sistemas que têm sido utilizados por diversos países para os seus mapas e cartas topográficas estão gradualmente a deixar de ser utilizados, à medida que cada vez mais países avançam para sistemas de referência globais e geocêntricos que utilizam o elipsoide de referência GRS80.

### Parâmetros definidores
Um elipsoide de referência é geralmente definido pelo seu semi-eixo maior (raio equatorial) {\displaystyle a} e pelo seu semi-eixo menor (raio polar) {\displaystyle b}, razão de aspeto {\displaystyle (b/a)} ou achatamento {\displaystyle f}, mas a GRS80 é uma exceção: são necessárias quatro constantes independentes para uma definição completa. A GRS 80 escolhe como tais {\displaystyle a}, {\displaystyle GM}, {\displaystyle J_{2}} e {\displaystyle \omega }, fazendo da constante geométrica {\displaystyle f} uma quantidade derivada.
As constantes independentes escolhidas são as seguintes:
- Definição das constantes geométricas:

Semi-eixo maior = raio equatorial = {\displaystyle a=6\,378\,137\,\mathrm {m} };
- Definição das constantes físicas:

Constante gravitacional geocêntrica determinada a partir da constante gravitacional e da massa da Terra com atmosfera {\displaystyle GM=3986005\times 10^{8}\,\mathrm {m^{3}/s^{2}} };
Fator de forma dinâmico {\displaystyle J_{2}=108\,263\times 10^{-8}};
Velocidade angular de rotação {\displaystyle \omega =7\,292\,115\times 10^{-11}\,\mathrm {s^{-1}} };
A partir dessas definições, os valores dos quatro parâmetros geométricos e físicos definidores são os seguintes:
| Semi-eixo maior / raio no equador                                                                          | {\displaystyle a=6{,}378\,137\cdot 10^{6}\,{\textrm {m}}}                                     |
| Constante gravitacional vezes massa da Terra (mais precisamente mensurável do que os factores individuais) | {\displaystyle GM_{\oplus }=3{,}986\,005\cdot 10^{14}\,{\textrm {m}}^{3}/{\textrm {s}}^{2}\,} |
| Diferença dos momentos de inércia principais relativos a M⊕a2 (sem a influência de forças de maré)         | {\displaystyle J_{2}=1{,}08263\cdot 10^{-3}}                                                  |
| Velocidade angular (incluindo informações sobre a orientação do eixo de rotação e do meridiano primário)   | {\displaystyle \omega =7{,}292\,115\cdot 10^{-5}\,{\textrm {rad/s}}\,}                        |

### Quantidades derivadas
A partir dos quatro parâmetros definidores do sistema são derivadas valores (as quantidades derivadas) utilizados na paramerização do sistema. A quantidades derivadas são as seguintes:
- Constantes geométricas derivadas (todas arredondadas)

Achatamento = {\displaystyle f} = 0,003 352 810 681 183 637 418;
Recíproco do achatamento = {\displaystyle 1/f} = 298,257 222 100 882 711 243;
Semi-eixo menor = Raio polar = {\displaystyle b} = 6 356 752,314 140 347 m;
Rácio de aspeto = {\displaystyle b/a} = 0,996 647 189 318 816 363;
Raio médio da Terra, tal como definido pela União Internacional de Geodesia e Geofísica (IUGG): {\displaystyle R_{1}=(2a+b)/3} = 6 371 008,7714 m;
Raio médio autálico = {\displaystyle R_{2}} = 6 371 007,1809 m;
Raio de uma esfera com o mesmo volume = {\displaystyle R_{3}=(a^{2}b)^{1/3}} = 6 371 000,7900 m;
Excentricidade linear = {\displaystyle c={\sqrt {a^{2}-b^{2}}}} = 521 854,0097 m;
Ecentricidade da secção elíptica através dos pólos = {\displaystyle e={\frac {\sqrt {a^{2}-b^{2}}}{a}}} = 0,081 819 191 0428;
Raio de curvatura polar = {\displaystyle a^{2}/b} = 6 399 593,6259 m;
Raio de curvatura equatorial para um meridiano = {\displaystyle b^{2}/a} = 6 335 439,3271 m;
Quadrante do meridiano = 10 001 965,7292 m;
- Constantes físicas derivadas (arredondadas):

Período de rotação (dia sideral) = {\displaystyle 2\pi /\omega } = 86 164.100 637 s
A fórmula que dá a excentricidade do esferoide GRS80 é:
{\displaystyle e^{2}={\frac {a^{2}-b^{2}}{a^{2}}}=3J_{2}+{\frac {4}{15}}{\frac {\omega ^{2}a^{3}}{GM}}{\frac {e^{3}}{2q_{0}}},}
onde,
{\displaystyle 2q_{0}=\left(1+{\frac {3}{e'^{2}}}\right)\arctan e'-{\frac {3}{e'}}}
e   {\displaystyle e'={\frac {e}{\sqrt {1-e^{2}}}}} (sendo {\displaystyle \arctan e'=\arcsin e}).  A equação é resolvida iterativamente para obter:
{\displaystyle e^{2}=0.00669\,43800\,22903\,41574\,95749\,48586\,28930\,62124\,43890\,\ldots }
que dá:
{\displaystyle f=1/298.25722\,21008\,82711\,24316\,28366\,\ldots .}
Tendo em conta as constantes atrás derivadas, os valores dos parâmetros derivados para descrever a forma do elipsoide da Terra são:
| Semi-eixo menor / semi-eixo polar  | {\displaystyle b\approx 6{,}356\,752\,314\cdot 10^{6}\,{\textrm {m}}} |
| Parâmetros do achatamento da Terra | {\displaystyle f^{-1}\approx 2{,}98257222\cdot 10^{2}}                |